# Bisdom Moroto

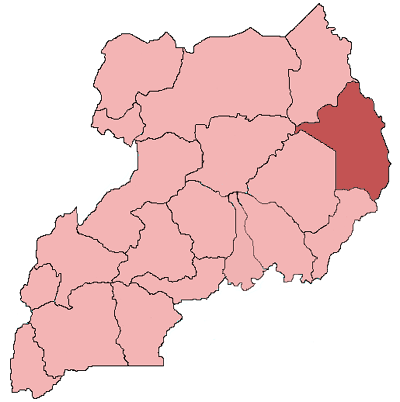
Het bisdom Moroto binnen Oeganda

Het bisdom Moroto (Latijn: Dioecesis Morotoensis) is een rooms-katholiek bisdom met als zetel Moroto in Oeganda. Het is een suffragaan bisdom van het aartsbisdom Tororo. Het bisdom werd opgericht in 1965. Hoofdkerk is de Regina Mundikathedraal.
In 2019 telde het bisdom 11 parochies. Het bisdom heeft een oppervlakte van ongeveer 15.000 km². Het telde in 2019 600.000 inwoners waarvan 58,6% rooms-katholiek was. 

## Bisschoppen
- Sisto Mazzoldi, F.S.C.J. (1967-1980)
- Paul Lokiru Kalanda (1980-1991)
- Henry Apaloryamam Ssentongo (1992-2014)
- Damiano Giulio Guzzetti, M.C.C.I. (2014-)